# Algerische Volleyballnationalmannschaft der Männer
Die algerische Volleyballnationalmannschaft der Männer ist eine Auswahl der besten algerischen Spieler, die die Algerian Volleyball Federation bei internationalen Turnieren und Länderspielen repräsentiert.

## Geschichte

### Weltmeisterschaften
Algerien war 1994 zum ersten Mal bei einer Volleyball-Weltmeisterschaft dabei und belegte den 13. Rang. Vier Jahre später reichte es nur noch zum 19. Platz.

### Olympische Spiele
Die bislang einzige Teilnahme an einem olympischen Turnier endete 1992 in Barcelona mit dem letzten Platz unter zwölf Teilnehmern.

### Afrikameisterschaften
Bei der ersten Afrikameisterschaft unterlag Algerien 1967 gegen Tunesien erst im Endspiel. Anschließend fehlten sie dreimal. 1983 und 1987 wurden die Algerier Dritter, 1989 erreichten sie erneut das Finale, diesmal gegen Kamerun. Zwei Jahre später gewannen sie gegen Gastgeber Ägypten ihren ersten kontinentalen Titel, den sie 1993 im eigenen Land gegen Tunesien erfolgreich verteidigten. Danach gab es dreimal in Folge den dritten Platz für Algerien. 2001 waren die Algerier nicht dabei und 2003 wurden sie Vierter. 2005 und 2007 konnte sie sich wieder nicht qualifizieren.

### World Cup
Algerien nahm 1991 am World Cup teil und belegte den neunten Rang.

### Weltliga
Algerien hat noch nicht in der Weltliga mitgespielt.